# Старцев, Николай Александрович
Никола́й Алекса́ндрович Ста́рцев (16 ноября 1875 (по другим данным, 1873), Архангельск — 1940, Рига) — архангельский адвокат, член IV Государственной думы от Архангельской губернии.

## Образование
Происходил из мещан города Архангельска, сын конторщика лесопильного завода Беломорской компании, личный дворянин.
Окончил Архангельскую гимназию, юридический факультет Санкт-Петербургского университета (1898).

## Юрист и политик
С 1898 года — кандидат на судебные должности при Архангельском окружном суде, помощник секретаря, секретарь Архангельского окружного суда. Был мировым судьёй 2-го участка Шенкурского уезда Архангельской губернии (до 1906 года), считался неблагонадёжным из-за выступлений в поддержку крестьянских требований. Являлся основателем и руководителем губернского комитета Конституционно-демократической партии (Партии народной свободы), считался сильным организатором, участвовал в издании газеты «Северный листок», редактировал газету «Архангельск». С 1911 года — присяжный поверенный, имел обширную практику.

## В Государственной думе
В 1912—1913 годах — член IV Государственной думы от Архангельской губернии. Входил в состав кадетской фракции, думских комиссий по запросам, по рабочему вопросу, по направлению законодательных предположений, по рыболовству. Выступал за принятие законодательства о введении в Архангельской губернии земских учреждений и установлении чётких морских границ возле мурманского побережья. В связи с отклонением соответствующего закона Государственным советом организовал ряд общественных акций — собрание Архангельского землячества в Петербурге, расширенное заседание общества по изучению Русского Севера в Архангельске. В 1913 году сложил депутатские полномочия «по обстоятельствам личного характера», раскритиковав перед этим работу Государственной думы. Был гласным городской думы Архангельска.

## Деятельность в годы революции и гражданской войны
Негативно относился к деятельности социалистов, в одном из частных писем заявил о том, что «эту породу человечества» он «сильно не переваривает». Летом 1917 года стал товарищем председателя Архангельской городской управы. После прихода к власти большевиков был их решительным противником, после запрещения в конце 1917 года органами советской власти газеты «Архангельск» наладил выпуск новых изданий — «Беломор», затем «Северный край». С весны 1918 активно участвовал в подпольной антибольшевистской деятельности, стал лидером Архангельского отделения либеральной организации «Всероссийский национальный центр». В своей нелегальной деятельности тесно сотрудничал с прибывшим из Петрограда капитаном 2-го ранга Георгием Чаплиным, который позднее вспоминал: 

Из местных общественных деятелей особенно выделялся Н. А. Старцев, местный уроженец, великолепно знающий население чуть ли не всей губернии, человек исключительного ума и отваги. Старцеву я во многом обязан успехом, в течение полуторагодичного моего пребывания в области меня связывало с ним чувство глубокого уважения и дружбы.

После свержения власти большевиков в Архангельске 2 августа 1918 года был назначен Архангельским губернским правительственным комиссаром. Своими распоряжениями назначил уездных правительственных комиссаров, наделенных большими полномочиями, создал особую следственную комиссию, воссоздал городское самоуправление, ликвидировав горсовет.
Вместе с Чаплиным вступил в конфликт с умеренно-социалистическим правительством, созданным в Архангельске. В ночь на 6 сентября 1918 года они организовали переворот, в результате которого министры были арестованы, а Старцев занял пост начальника области по гражданской части. Однако переворот не был поддержан основными политическими силами (от него дистанцировались даже коллеги Старцева по кадетской партии), против него выступили и представители союзнического дипломатического корпуса, находившиеся в Архангельске. В результате Чаплин и Старцев были вынуждены сложить полномочия.
Позднее Старцев находился на фронте, а в феврале 1920 года покинул Россию. Жил в эмиграции.